# Оганесян, Камо Арташесович
Камо́ Арташе́сович Оганеся́н (арм. Կամո Արտաշեսի Հովհաննիսյան; 5 октября 1992, Ереван, Армения) — армянский футболист, защитник клуба «Арарат-Армения» и национальной сборной Армении.

## Клубная карьера
Камо Оганесян родился в Ереване. Футболом начал увлекаться с 6 лет, а спустя два года его приняли в футбольную школу «Шенгавит». Выбор «Шенгавита» обосновывается близостью школы с домом. В семье к футболу относились лояльно и желаниям сына перечить не стали. Более того, младший брат Оганес также пошёл по стопам своего брата. В «Шенгавите» пробыл два года, после чего по-настоянию отца перешёл в школу «Пюника». В сезоне 2008 выступал за клуб «Патани», собранный из игроков юношеской сборной до 17 лет. В следующем сезоне перешёл в «Пюник». Выступал Оганесян в основном в дубле, который выступал в Первой лиге. В 2009 году с «Пюником» был заключён контракт. Но дебютировать в сезоне 2009 за основной клуб Оганесян смог. Случилось это 7 апреля в ответной кубковой игре в 1/4 финала против «Киликии». В Премьер-лиге дебют состоялся 4 дня спустя и вновь против «Киликии». В обоих матчах «Пюник» вышел победителем встреч. 12 июля 2011 года дебютировал в Лиге чемпионов в матче против чешской «Виктории», закончившийся поражением «Пюника» — 0:4.

## Достижения

### Командные достижения
«Пюник»
- Чемпион Армении (2): 2009, 2010
- Обладатель Кубка Армении (3): 2009, 2010, 2014
- Обладатель Суперкубка Армении (1): 2010

## Личная жизнь
Не женат. Имеет отца — Арташес, мать — Гаянэ и брата — Оганес.

## Статистика выступлений
Данные на 14 ноября 2012 
| Клуб             | Сезон            | Чемпионат | Чемпионат | Кубки | Кубки | Еврокубки | Еврокубки | Всего | Всего |
| Клуб             | Сезон            | Матчи     | Голы      | Матчи | Голы  | Матчи     | Голы      | Матчи | Голы  |
| ---------------- | ---------------- | --------- | --------- | ----- | ----- | --------- | --------- | ----- | ----- |
| Патани           | 2008             | 15        | 0         | 2     | 0     | -         | -         | 17    | 0     |
| Всего            | Всего            | 15        | 0         | 2     | 0     | —         | —         | 17    | 0     |
| Пюник-2          | 2009             | 5         | 5         | 0     | 0     | -         | -         | 5     | 5     |
| Всего            | Всего            | 5         | 5         | 0     | 0     | —         | —         | 5     | 5     |
| Пюник            | 2009             | 4         | 0         | 2     | 0     | 0         | 0         | 6     | 0     |
| Пюник            | 2010             | 16        | 0         | 5     | 0     | 0         | 0         | 21    | 0     |
| Пюник            | 2011             | 25        | 0         | 4     | 0     | 2         | 0         | 31    | 0     |
| Пюник            | 2012/13          | 23        | 8         | 0     | 0     | 0         | 0         | 23    | 8     |
| Всего            | Всего            | 68        | 8         | 11    | 0     | 2         | 0         | 81    | 8     |
| Всего за карьеру | Всего за карьеру | 88        | 13        | 13    | 0     | 2         | 0         | 103   | 13    |

| № | Дата            | Оппонент  | Счёт | Голы Оганесяна | Соревнование      |
| 1 | 28 февраля 2012 | Сербия    | 0:2  | —              | Товарищеский матч |
| 2 | 29 февраля 2012 | Канада    | 3:1  | —              | Товарищеский матч |
| 3 | 5 июня 2012     | Казахстан | 3:0  | —              | Товарищеский матч |
| 4 | 15 августа 2012 | Беларусь  | 1:2  | —              | Товарищеский матч |
| 5 | 14 ноября 2012  | Литва     | 4:2  | —              | Товарищеский матч |

Итого: 5 матчей / 0 голов; 3 победы, 0 ничьих, 2 поражения.
(откорректировано по состоянию на 14 ноября 2012 года)